# Harrachovská kotlina
Harrachovská kotlina je údolí a část geomorfologické jednotky Krkonoš.

## Poloha a geomorfologie
Harrachovská kotlina náleží do geomorfologického celku Krkonoše, podcelku Krkonošské hřbety, okrsku Slezský hřbet a podokrsku Západní Slezský hřbet, jehož je samostatnou v jihozápadním zakončení se nacházející částí. Kotlinu prakticky beze zbytku vyplňuje zástavba města Harrachov a její hranice je uměle stanovena na vrstevnici 750 metrů. Na jihozápadě se její hranice nachází v prostoru přemostění Mumlavy silnicí I/10 a na severozápadě kotlina dosahuje v prostoru Huťského rybníka polské státní hranice. Sousedními krkonošskými geomorfologickými jednotkami jsou na jihu Vilémovská hornatina a na jihovýchodě Český hřbet. Na severu se nachází Slezský hřbet, pod který kotlina spadá. Na západě navazují Jizerské hory. Harrachovská kotlina se nachází v ochranném pásmu Krkonošského národního parku.

## Popis
Většina kotliny je vyplněna zástavbou města Harrachov. V severojižním směru jí prochází silnice I/10 z vnitrozemí ke státní hranici s Polskem. Osu kotliny tvoří tok řeky Mumlavy, Mumlavský vodopád se nachází v místě, kde do kotliny vtéká. Jedinou významnější vodní plochou je Huťský rybník ve severozápadní části. Zde se nachází i jediná souvisleji zalesněná plocha.